# Khalīleh Deh
Khalīleh Deh (persiska: خلیله ده) är en ort i Iran.   Den ligger i provinsen Östazarbaijan, i den nordvästra delen av landet, 500 km nordväst om huvudstaden Teheran. Khalīleh Deh ligger 1 991 meter över havet och antalet invånare är 385.
Terrängen runt Khalīleh Deh är huvudsakligen kuperad, men norrut är den platt. Runt Khalīleh Deh är det ganska glesbefolkat, med 29 invånare per kvadratkilometer. Närmaste större samhälle är Bostānābād, 16,1 km norr om Khalīleh Deh. Trakten runt Khalīleh Deh består i huvudsak av gräsmarker.